# Elio Alvarenga
Elio David Alvarenga Amador (n. Maraita, Francisco Morazán, Honduras; 1955) es un matemático y académico hondureño. Es el actual rector de la Universidad Católica de Honduras.

## Biografía
Nació en el Municipio de Maraita en el año 1955. Es licenciado en Matemáticas por la Universidad Nacional Francisco Morazán y cuenta, además, con un doctorado en Ciencias Administrativas obtenido en la Universidad Católica de Honduras. Su esposa es Lourdes Fortín, con quien ha procreado 8 hijos: Ana Lourdes, Rebeca, Mónica, Elio, Gracia María, Rosario, Jose David y Eugenia. 
Es rector de la Universidad Católica de Honduras desde que ésta inicio funciones el 3 de febrero de 1993. Además de haber sido cofundador de la misma junto a los señores Jorge Alberto Palma Gutiérrez, Jaime Villatoro Flores, José Roberto Moncada, Jorge Elías Fléfil, Edgar Handal Facussé y el Padre Lucas McGraft.
El 27 de mayo de 2011 firmó un convenio con la Universidad Loyola Nueva Orleans para crear un programa de Maestría para la Universidad Católica de Honduras. En dicho evento estuvo presente el rector de la Universidad de Loyola, Kevin Wm. Wildes y el Licenciado Porfirio Lobo Sosa.
El 15 de abril de 2012 fue remonerado por la Iglesia Católica en Honduras como el «Primer Diácono Permanente». Dicha distinción se la entregó su amigo personal y Obispo Óscar Andrés Rodríguez Maradiaga.

## Distinciones
- Doctor honoris causa (Columbus University)